# 拉尔比茨-罗森塔尔
拉尔比茨-罗森塔尔（德語：Ralbitz-Rosenthal）是德国萨克森州的市镇，隶属于包岑县。总面积为31.74平方千米，截至2023年12月31日总人口为1,717人。